# تيزي نتلغمت

## تيزي نتلغمت
تيزي نتلغمت (تاشلحيت: ⵜⵉⵣⵉ ⵏ ⵜⴰⵍⵖⴰⵎⵜ،وتعني فج أو ممر الناقة) هي مقطع طرقي جبلي به منعرجات على الطريق الوطنية  رقم 13 الرابطة بين مدينتي
 ميدلت والرشيدية، تابع للجماعة الترابية أمرصيد باقليم ميدلت. حيث تصل أعلى قمة في هذا المقطع الطرقي إلى 1907 متر على مستوى البحر.